# 华英字典 (翟理斯)
《华英字典》（英語：A Chinese–English Dictionary）是由英国之外交官及汉学家翟理斯编撰的首部汉英百科全书式字典。翟理斯写了一份40多页的小册子批评了卫三畏编纂的《汉语音节字典》，指出其错译误译，受到指责，并在中国的宁波江北岸另自编写字典。首版有1461页（包含正文、前言等），按照字母顺序列出了13848个汉字词条，以北京话发音为标准，并用了改进后的威妥玛氏拼音（即威妥玛-翟理斯拼音）来拉丁化。该字典中的词条亦给出了9种汉语方言及汉字词中之3种语言：越南语、韩语及日语的读音。1912年，翟理斯再次修订字典，新版词典有1813页，加入了67个词条及相当数量的使用的范例。
1898年，翟理斯因编纂《华英字典》，被法兰西学院授予儒莲奖，他亦在第二版的字典的序言里用“饮水思源”一词表达了自己的心情。

## 背景
翟理斯在大清任外交官，先后任宁波等地之领事。回英国后的1897年，翟理斯全票当选为剑桥大学第二任汉学教授，接替威妥玛。二人以威妥玛-翟理斯拼音为名，这种拉丁字母拼写法在1958年现代汉语拼音系统出现前一直被西方国家广为使用。1906年春季，上海帝国邮电联席会议亦将其作为当时汉语拼音的标准。
1867年翟理斯通过了英国外交部的口语考试并在北京学习汉语。他批评了马礼逊的《华英字典》，认为它标记送气是失败的，评价道，“这汉字环境下用的汉英字典，没了字母h，便令and及hand难以分辨开来。”
翟理斯曾写作过60多篇关于中国文化及汉语的文章（见于英语维基文库列表），内容涵盖参考书、译作、语言教科书以及杂项著作。而其亦以《华英字典》与《古今姓氏族谱》为豪。语言教科书有《语学举隅：官话习语口语辞典》以及两本中文短语书，他认为“如是的任何人可以拿起这书并读一个简单句子，很方便理解”。亦有《汉言无师自明》以及《汕头方言手册—潮州话词汇学习》等。他翻译了《聊斋志异》等中国著作，汇入《古文选珍》，亦著有《古今诗选》。杂项著作包括《庄子：神秘主义者、伦理学家、社会改革家》《中国笑话选》《中国绘画史导论》《中国文化史》等。
批评了卫三畏编纂的《汉语音节字典》后，“来自作者友人多方面的斥责落到我头上”  ，如他在1918–1925年之间未出版的稿件中所说，
对于卫三畏博士的《汉语音节字典》的评论（《晚报》，1874年9月16日）使我受到了来自美国所有角落的攻击。我出现了多种荒谬的错误和同样令人震惊的遗漏，终究说出了这些预言性的话：“我们毫不犹豫地宣布卫三畏博士是词典编纂者，不是为了未来，而是为了过去。”我立刻开始编纂一本自己的字典。
受于卫三畏的影响，翟理斯希望出版一本新字典，并“旨在把拥有最佳汉英字典之荣耀从美国带到英国”。1879年翟理斯出版了一本名为《卫三畏博士音节词典中之错译误译》的40页左右的小册子，指出了卫三畏字典内的错译误译问题，并在中国出版的英语报纸中广泛报道。香港的《每日新闻》评价“我受到严重打击”，《字林西报》表“受到不吝赞美”，《万民公报》支持道“该字典大部有误”。翟理斯把这本小册子的副本寄给了卫三畏但未得到正面回复。由于音节字典是由铅字浇铸工艺印刷的，所以无法再次排版修改，1883年，在末尾的小册子里加上了更正的勘误表，但未承认翟理斯的改正。

## 出版

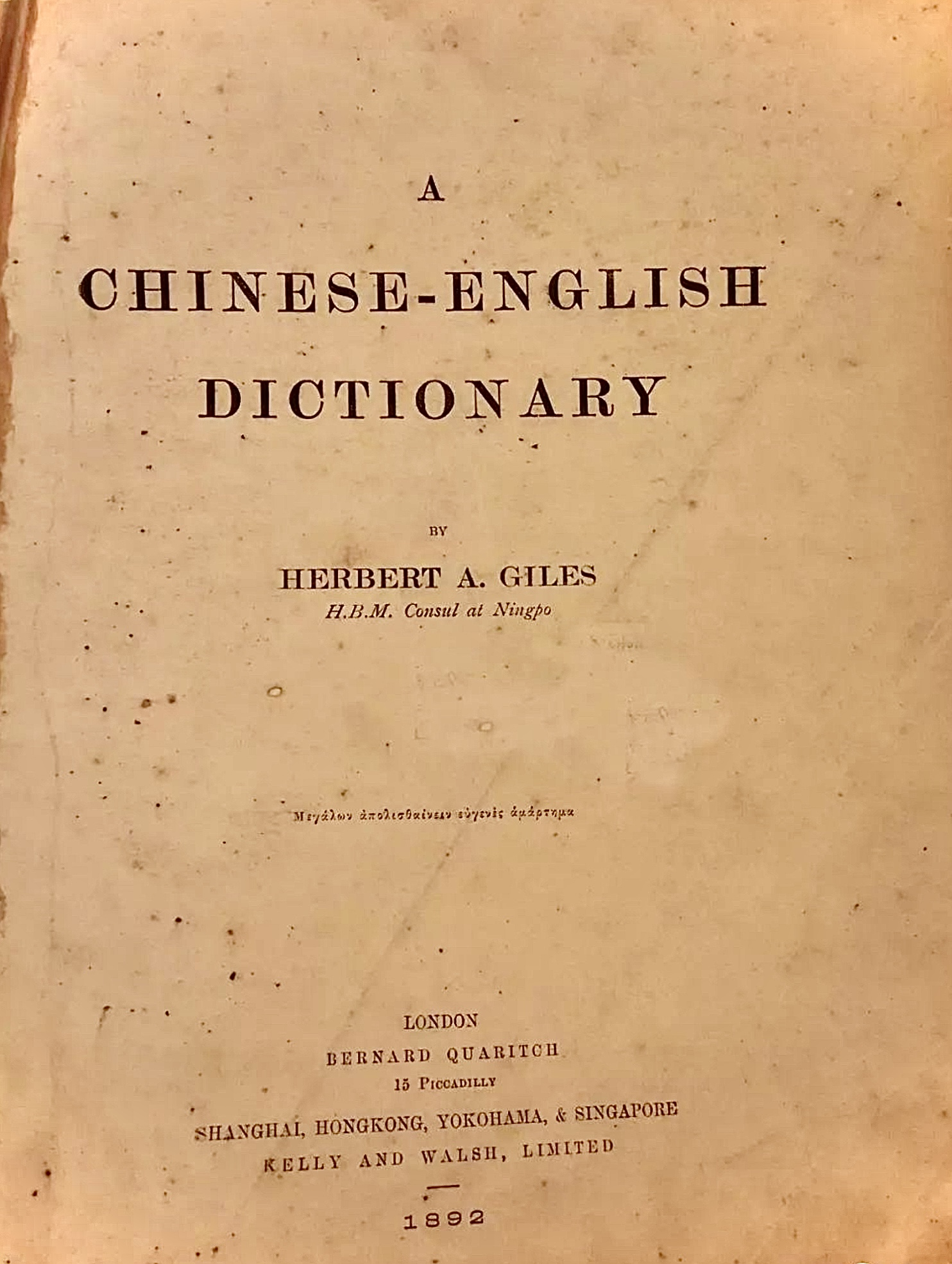
初版《华英字典》纸本，现藏于宁波市档案馆。

翟理斯着手编撰其字典，持续15年，至1889年，英国外交部批准其申请担任宁波领事的要求，由于工作任务较轻，他可以准备印刷稿。1891年至1892年，《华英字典》分成四册出版。首版的字典是别发洋行在伦敦出版的两卷四开本（250x320 mm），共计1461页，其中46页为前言，包括9页序言、32页语言论文；1415页为正文，正文的起始60页是查字表，此后每页排成三栏。每本定价35美元。
之后的20年，翟理斯勤奋地“改正错误，删重复、择重要，编修表格，亦从我所阅读过的古今文献里抽加了许多的新短语”，1903年，时任英国外交大臣的兰开斯当侯爵致信问询驻大清公使萨道义是否要为英国驻北京公使馆及领事馆购买新版字典，以及是否用王室年俸拨款修书。萨道义在向翟理斯咨询后在1903年5月29日的信函中对字典新版的出版表示了支持，信中写道：“我从作者处了解到字典新版不是把首版翻印一遍；错误得到修正，许多汉字增写了含义，加入了繁多的交叉引用，并且不少于10000个新词语被加入进现有的词条中，更改来自于字典内被发现的缺陷。”
经修订和扩写后的第二版在1909–1912年亦由别发洋行出版，共计7册。两卷四开本，第一部分是17页的前言（与第一版内容相同）以及84页的查字表。第二部分正文与第一版一样采用三栏排版。第二版的总页数是1813页，比第一版多了398页。翟理斯自费出版第一版，耗资2300英镑，英国外交部报销300英镑，第二版花费4800英镑，外交部出资250英镑。
该字典被数代人“不断使用”。1964年，芝加哥的Parragon Books再版了精装本，14年后的1978年，台北的成文出版社亦再版精装本，目前仍可于网络上查阅到。
翟理斯了解到他在剑桥大学中文系的首批学生之一的埃德蒙·巴恪思多年来一直在努力编纂一部汉英字典；1925年，他用国际体育比赛来比喻中国的双语字典编纂工作：
（巴恪思的字典）当然是为了取代我自己的工作。善哉，字典就像狗一样，总有被淘汰的一天；我应该是最后一个为未来字典的出现而抱怨的人，希望它能及时出现，并有助于更容易地掌握 “光荣的语言”。米怜和麦都思都是英国人，他们从1816年到1874年一直掌握着汉语字典学的蓝丝带；后来它传给了卫三畏，他一直为美国执握着它，直至1892年。
在汉英字典编纂史上，翟理斯的《华英字典》是继马礼逊的《华英字典》、麦都思的《汉英字典》和卫三畏的《汉语音节字典》之后的第四部主要的汉英字典。该字典被马守真的《马守真汉英字典》所取代。马礼逊、麦都思、卫三畏和马守真都是在中国的基督教传教士，与之不同的是，翟理斯是反基督教的反教权主义者。
史学家杨慧玲注意到翟理斯批评卫三畏的字典而高度赞扬马礼逊之字典。但据事实可证，翟理斯之字典与卫三畏之字典联系更为紧密，而非马礼逊之字典。麦都思、卫三畏、翟理斯的汉英字典都为马礼逊之传统字典中一员，且他们的字典亦为汉英字典编纂史做出贡献及改进。第二版字典的序言翟理斯写道“一些例字下附的词语数量变化，说明汉英字典编纂史的进展”，列表如下：
|        | 马礼逊，1819年 | 麦都思，1843年 | 卫三畏，1874年 | 翟理斯，1892年 | 翟理斯，1912年 |
| ------ | -------------- | -------------- | -------------- | -------------- | -------------- |
| 说（to speak） | 11             | 15             | 28             | 96             | 129            |
| 山（mountains） | 17             | 6              | 19             | 89             | 109            |
| 生（to be born） | 21             | 27             | 42             | 135            | 162            |
| 打（to strike） | 23             | 21             | 24             | 167            | 172            |
| 石（stones） | 20             | 19             | 23             | 76             | 89             |
| 如（as if） | 8              | 6              | 18             | 78             | 112            |

## 正文编目
翟理斯历时18年编纂并出版了1892年的首版《华英字典》，其中含10859个汉字及2989个异体字，共计13848个词条。此后翟理斯又花费20年修订并补充了“大量的复合词和短语”到1912年的第二版中，第二版包含10926个汉字（相较于首版增加了67个）和2922个异体字，总计13848个词条。
虽然在第二版中经修订加入了新的词条，但因意外，翟理斯保留了首版13848个词条的排序。中国人将字典中的编号用作中文电报编码，即用汉字书写电报的字符之编码索引，类似于现代计算机的中文输入法。
字典用大写英文字母C（广东）、H（客家）、F（福州）、W（温州）、N（宁波）、P（北京）、M（华中，即汉口）、Y（扬州)、Sz（四川）、K（高丽，即朝鲜）、J（日本）、A（安南，即越南）等表示各种方言。

## 另请参阅

### 条目
- 华英字典
- 字典
- 别发洋行
- 翟理斯

### 书籍
- Dunn, Robert (1977), Chinese–English and English–Chinese dictionaries in the Library of Congress （页面存档备份，存于）, Library of Congress.
- Morrison, Robert (1828), Vocabulary of the Canton Dialect: Chinese Words and Phrases, Printed at the Honorable East India company's press, by G.J. Steyn.
- Wu Jinrong et al. (1998), Han-Ying cidian 汉英词典 A Chinese–English Dictionary, rev. ed., Foreign Language Teaching and Research Press.